# Mijikendafolkenes hellige skove
Mijikendafolkenes hellige skovlandsbyer (engelsk: Sacred Mijikenda Kaya Forests) er en gruppe verdensarvsteder på en 200 km lang strækning langs kysten af Kenya, fra grænsen til Somalia i nord til den tanzanianske grænse i syd. Det er 11 separate lokaliteter, knyttet til de ni forskellige Mijikenda-folks bosteder; De ni forskellige grupper er Digo, Chonyi, Kambe, Duruma, Kauma, Ribe, Rabai, Jibana og Giriama. Hver af grupperne har deres eget sprog og sin distinkte kultur selv om alle sprogene er indbyrdes forståelige, og forståelig for folk der taler swahili. Af udenforstående bliver grupperne nedsættende kaldt Nyika eller Nika («bushfolk»).
En «Kaya» er en befæstet landsby, og der er flere af dem i de elleve lokaliteter, i alt 30. Landsbyerne blev etableret i 1500-tallet, og forladt i 1940'ene. De bliver i dag betragtet som kulturminder med en åndelig betydning, og bliver varetaget af et ældsteråd.

## Eksterne kilder og henvisninger
- «Mijikenda» on World Culture Encyclopedia